# Consagración al Sagrado Corazón de Jesús
La consagración al Sagrado Corazón de Jesús de todo el género humano fue realizada por el papa León XIII que, en su encíclica Annum Sacrum, del  25 de mayo de 1899, indicó que esta consagración se hiciese en la iglesia principal de todas las poblaciones, el 11 de junio de 1900. Posteriormente el papa Pío X pidió que se renovase en todas las parroquias en la fiesta del Sagrado Corazón de Jesús, y Pío XI, en la encíclica Quas primas, del 11 de diciembre de 1925, ordenó que se renovase anualmente en la solemnidad de Cristo Rey.

## Consagración por León XIII

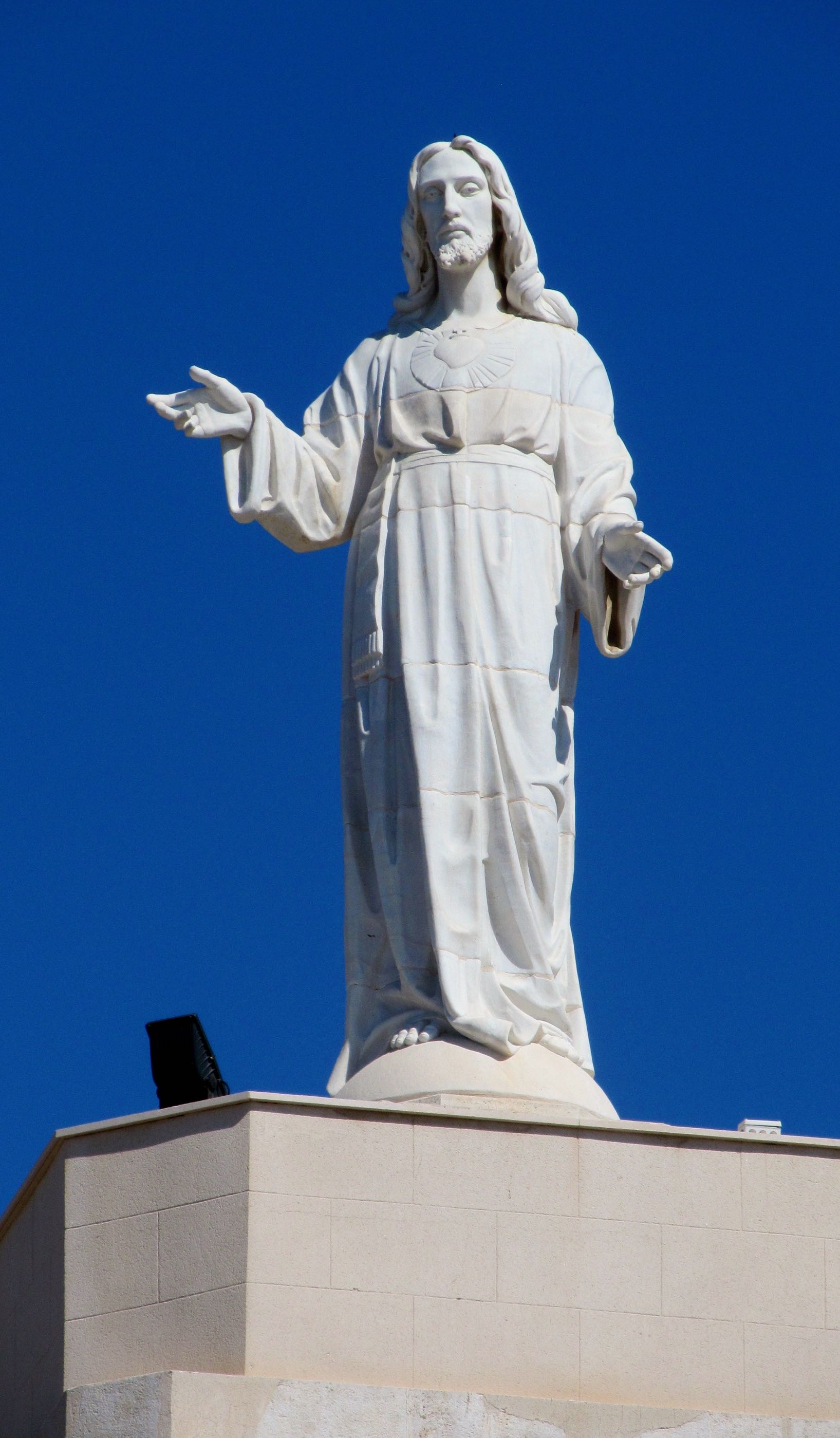
Monumento al Sagrado Corazón, en la alcazaba de Almería (España)

Ya en 1794 el papa Pío VI, en su bula Auctorem Fidei, había defendido, contra algunas proposiones jansenistas, la devoción al Sagrado Corazón de Jesús. Pero fue en tiempo de León XIII; cuando la Beata María del Divino Corazón Droste zü Vischering (1863-1899) se dirigió al papa con la petición, en el nombre del propio Cristo, de que el mismo papa consagrara el mundo entero al Sagrado Corazón de Jesús, el pontífice designó comisiones de grupos de teólogos para examinar su petición sobre la base de la revelación mística y la tradición sagrada. Recibido ese estudio el papa León XIII, consagró todo el género humano al Sagrado Corazón y en la encíclica Annum Sacrum , del  25 de mayo de 1899, indicó indicó que esa consagración se hiciese el 11 de junio de 1900 en la iglesia principal de todas las poblaciones utilizando la fórmula por él aprobada y publicada en el Acta Apostolicae Sedis a continuación de la encíclica.
Dulcísimo Jesús, Redentor del género humano, miradnos humildemente postrados delante de vuestro altar; vuestros somos y vuestros queremos ser: y a fin de poder vivir más estrechamente unidos con Vos, todos y cada uno de nosotros espontáneamente nos consagramos en este día a vuestro sacratísimo Corazón.  Muchos jamás os han conocido: muchos, despreciando vuestros mandamientos, os han desechado. Oh Jesús benignísimo, compadeceos de los unos y de los otros, y atraedlos a todos a vuestro Corazón sagrado.  Oh Señor, sed Rey, no sólo de los hijos fieles que jamás se han alejado de Vos, sino también de los pródigos que os han abandonado: haced que vuelvan pronto a la casa paterna, por que no prezcan de hambre y de miseria. Sed Rey de aquelos que por seducción del error o por espíritu de discordia, viven separados de Vos: devolvedlos al puerto de la verdad y de la unidad de la fe, para que en breve se forme un solo rebaño bajo un solo Pastor. Sed Rey de los que permanecen todavía en la antigua superstición de los pueblos, y no rehuséis sacarlos de las tinieblas y trasladarlos a la luz y reino de Dios. Conceded, oh Señor incolumidad y libertad segura a vuestra Iglesia; otorgar a todos los pueblos la tranquilidad en el orden: haced que del uno al otro confín de la tierra no resuene sino esta voz: Alabado sea el Corazón divino, causa de nuestra salud; a Él se entonen cánticos de honor y de gloria por los siglos de los siglos. Así sea.

## Renovación y actualidad de esa consagración
Pío X en 1906 mandó que esa consagración se renovase anualmente en todas las parroquias en la fiesta del Sagrado Corazón de Jesús, ante el Santísimo expuesto.
Pío XI, en la encíclica Quas primas (11 de diciembre de 1925) ordenó que esa consagración se realizase anualmente en la fiesta solemne de Cristo Rey, con la fórmula remitida por la Sagrada Congregación de Ritos que modificaba la fórmula de León XIII, reemplazando el penúltimo enunciado por el siguiente
Sed Rey de los que permanecen todavía envueltos en las tinieblas de la idolatría o del Islamismo; dignaos atraerlos a todos a la luz de vuestro reino. Mirad finalmente con ojos de misericordia a los hijos de aquel pueblo que en otro tiempo fue vuestro predilecto; descienda también sobre ellos, bautismo de redención y de vida, la Sangre que un día contra sí reclamaron...
El Enchiridion Indulgentiarum de 1968, en la Concesión 27, incluye una fórmula simplificada de la Consagración indicando que al fiel cristiano que rece piadosamente el precedente acto de consagración del género humano a Jesucristo Rey se le concede indulgencia parcial, que será plenaria si se reza públicamente en la solemnidad de Cristo Rey.